# 17e corps d'armée (Allemagne)
Pour les articles homonymes, voir 17e corps d'armée.
Le 17e corps d'armée (en allemand : XVII. Armeekorps) était un corps d'armée de l'armée de terre allemande, la Heer, au sein de la Wehrmacht pendant la Seconde Guerre mondiale.

## Hiérarchie des unités
| Nom          | Nbre d'hommes       | Unités subalternes                | Grade de commandement                 |
| ------------ | ------------------- | --------------------------------- | ------------------------------------- |
| Heeresgruppe | + 300 000           | 2 à + Armeen (Armées)             | Generaloberst ou Generalfeldmarschall |
| Armee        | + 100 000 - 300 000 | 2 à + Armeekorps (Corps d'armées) | General ou Generaloberst              |
| Armeekorps   | + 30 000 - 80 000   | 2 à + Divisionen (Division)       | Generalleutnant ou General            |
| Division     | + 10 000 – 20 000   | 2 à 6 Brigaden (Brigade)          | Generalmajor ou Generalleutnant       |
| Brigade      | + 3 000 – 5 000     | jusqu'à 3 Regimentern (Régiment)  | Oberst ou Generalmajor                |

## Historique
Le XVII. Armeekorps est formé le 1er avril 1938 à Vienne dans le Wehrkreis XVII.
En juin 1942 il prend part à l'opération Fall Blau.
Affecté à la défense du Don à l'aile gauche de la 6. Armee il est progressivement remplacé par la 8e armée italienne, en août, puis la 3e armée roumaine, en septembre, et ses unités ainsi libérées sont envoyées vers Stalingrad:
- la 100e division de chasseurs part renforcer les troupes d'assaut dans la ville.
- la 113e division part remplacer la défense de l'isthme Don-Volga où les unités ont été très éprouvées par les offensives lancées par les soviétiques dans la région de Kotlouban.

Il prend le nom de Gruppe Hollidt en décembre 1942 qui devient en suite l'Armee-Abteilung Hollidt.

## Organisation

### Commandants successifs
| Date                              | Grade                      | Commandant              |
| --------------------------------- | -------------------------- | ----------------------- |
| 1er avril 1938 - 23 janvier 1942  | General der Infanterie     | Werner Kienitz          |
| 23 janvier 1942 - 1er avril 1942  | General der Infanterie     | Karl-Adolf Hollidt      |
| 2 avril 1942 - 12 juin 1942       | Generaloberst              | Karl Strecker           |
| 12 juin 1942 - ? 1942             | General der Infanterie     | Karl-Adolf Hollidt      |
| 7 décembre 1942 - 5 mars 1943     | Generalleutnant            | Dietrich von Choltitz   |
| 5 mars 1943 - 1er août 1943       | General der Infanterie     | Wilhelm Schneckenburger |
| 1er août 1943 - 1er novembre 1943 | General der Artillerie     | Erich Brandenberger     |
| 1er novembre 1943 - 27 avril 1944 | General der Gebirgstruppen | Hans Kreysing           |
| 27 avril 1944 - 25 mai 1944       | Generalleutnant            | Dr. Franz Beyer         |
| 25 mai 1944 - 28 décembre 1944    | General der Gebirgstruppen | Hans Kreysing           |
| 28 décembre 1944 - 8 mai 1945     | General der Pioniere       | Otto Tiemann            |

### Chef des Generalstabes
| Date                                | Grade               | Commandant               |
| ----------------------------------- | ------------------- | ------------------------ |
| 1er avril 1938 - 18 décembre 1939   | Oberst i.G.         | Lothar Rendulic          |
| 18 décembre 1939 - 1er octobre 1940 | Oberst i.G.         | Otto Wöhler              |
| 1er octobre 1940 - 16 janvier 1942  | Oberst i.G.         | Henning von Thadden (de) |
| 16 janvier 1942 - 21 février 1942   | Oberstleutnant i.G. | Grosscurth               |
| 21 février 1942 - 1er mars 1943     | Oberst i.G.         | Henning von Thadden      |
| 1er mars 1943 - 14 août 1943        | Oberst i.G.         | Hans Doerr               |
| 14 août 1943 - 20 octobre 1943      | ??                  | ??                       |
| 20 octobre 1943 - 9 octobre 1944    | Oberst i.G.         | Karl Klotz               |
| 10 octobre 1944 - ? 1945            | Oberst i.G.         | Eberhard von Schönfeldt  |

### 1. Generalstabsoffizier (Ia)
| Date                              | Grade               | Commandant                 |
| --------------------------------- | ------------------- | -------------------------- |
| 1er octobre 1940 - Octobre 1940   | Oberstleutnant i.G. | Henning von Thadden (de)   |
| Octobre 1940 - Mai 1941           | Major i.G.          | Johann Bloch von Blottnitz |
| Mai 1941 - Mars 1943              | Major i.G.          | Heinrich Schäfer           |
| Mai 1943 - Novembre 1943          | Major i.G.          | Hartmann                   |
| Novembre 1943 - Novembre 1943     | Major i.G.          | Klaus Brockelmann          |
| Décembre 1943 - 1er décembre 1944 | Oberstleutnant i.G. | Hartmann                   |
| 1er décembre 1944 - ? 1945        | Major i.G.          | Oskar Heitsch              |

## Théâtres d'opérations
- Pologne : Septembre 1939 - Mai 1940
- France : Mai 1940 - Juin 1941
- Front de l'Est, secteur Sud : Juin 1941 - Février 1945
- Hongrie et Silésie : Février 1945 - Mai 1945

## Ordre de batailles

### Rattachement d'Armées
| Date          | Armée                   | Groupe d'Armées                   |
| ------------- | ----------------------- | --------------------------------- |
| 1939          |                         |                                   |
| 1er septembre | 14. Armee               | Heeresgruppe Süd                  |
| 13 octobre    | 8. Armee                | Heeresgruppe Süd                  |
| 14 octobre    | z. Vfg.                 | Oberkommando Grenzabschnitt Mitte |
| 13 novembre   | z. Vfg.                 | OKH-Reserve                       |
| 1940          |                         |                                   |
| 1er janvier   | z. Vfg.                 | OKH-Reserve                       |
| 29 janvier    | 2. Armee                | OKH-Reserve                       |
| Juin          | 12. Armee               | Heeresgruppe A                    |
| Juillet       | 18. Armee               | OKH                               |
| Septembre     | 12. Armee               | Heeresgruppe B                    |
| 1941          |                         |                                   |
| Janvier       | 17. Armee               | Heeresgruppe B                    |
| Mai           | 6. Armee                | Heeresgruppe A                    |
| 22 juin       | 6. Armee                | Heeresgruppe Süd                  |
| 1942          |                         |                                   |
| 1er janvier   | 6. Armee                | Heeresgruppe Süd                  |
| 9 juillet     | 6. Armee                | Heeresgruppe B                    |
| 7 octobre     | z. Vfg.                 | Heeresgruppe B                    |
| 27 novembre   | z. Vfg                  | Heeresgruppe Don                  |
| 27 décembre   | Gruppe Hollidt          | Heeresgruppe Don                  |
| 1943          |                         |                                   |
| 1er janvier   | Armeegruppe Hollidt     | Heeresgruppe Don                  |
| 12 février    | Armee-Abteilung Hollidt | Heeresgruppe Süd                  |
| 6 mars        | 6. Armee                | Heeresgruppe Süd                  |
| Octobre       | 1. Panzerarmee          | Heeresgruppe Süd                  |
| 1944          |                         |                                   |
| Janvier       | 6. Armee                | Heeresgruppe Süd                  |
| Mars          | 6. Armee                | Heeresgruppe A                    |
| Avril         | 6. Armee                | Heeresgruppe Südukraine           |
| Mai           | 4. rumänische Armee     | Heeresgruppe Südukraine           |
| Août          | 8. Armee                | Heeresgruppe Südukraine           |
| Octobre       | 8. Armee                | Heeresgruppe Süd                  |
| Décembre      | 1. ungarische Armee     | Heeresgruppe Süd                  |
| 1945          |                         |                                   |
| Janvier       | 1. ungarische Armee     | Heeresgruppe A                    |
| Février       | 17. Armee               | Heeresgruppe Mitte                |

### Unités subordonnées

#### Unités organiques
- Korps-Nachrichten-Abteilung 66
- Korps-Nachschubtruppen 417

#### Unités rattachées
1er septembre 1939
- 7. Infanterie-Division
- 44. Infanterie-Division
- 45. Infanterie-Division

18 janvier 1940
- 46. Infanterie-Division
- 44. Infanterie-Division
- 256. Infanterie-Division

8 juin 1940
- 10. Infanterie-Division
- 26. Infanterie-Division
- Polizei-Division

26 juin 1940
- 10. Infanterie-Division
- 26. Infanterie-Division
- Polizei-Division
- 86. Infanterie-Division

22 juillet 1940
- 298. Infanterie-Division
- 297. Infanterie-Division

14 mars 1941
- 298. Infanterie-Division
- 297. Infanterie-Division
- 168. Infanterie-Division

22 juin 1941
- 56. Infanterie-Division
- 62. Infanterie-Division

3 septembre 1941
- 298. Infanterie-Division
- 44. Infanterie-Division
- 296. Infanterie-Division

2 janvier 1942
- 294. Infanterie-Division
- 79. Infanterie-Division

24 juin 1942
- 294. Infanterie-Division
- 79. Infanterie-Division
- 113. Infanterie-Division

22 décembre 1942 (comme Gruppe Hollidt)
- II. rumänisches Korps
- I. rumänisches Korps
- 62. Infanterie-Division
- 294. Infanterie-Division
- 306. Infanterie-Division

7 juillet 1943
- 294. Infanterie-Division
- 306. Infanterie-Division
- 302. Infanterie-Division

26 décembre 1943
- 294. Infanterie-Division
- 123. Infanterie-Division
- 125. Infanterie-Division

16 septembre 1944
- 3. Gebirgs-Division
- 8. Jäger-Division
- Gruppe Welker

1er mars 1945
- 20. Panzer-Division
- Kampfgruppe 19. Panzer-Division
- Kampfgruppe 359. Infanterie-Division